# Tetrapus delclosi
Tetrapus delclosi is een vliesvleugelig insect uit de familie vijgenwespen (Agaonidae). De wetenschappelijke naam is voor het eerst geldig gepubliceerd in 2006 door Peñalver & Engel.